# Comblanchien
Comblanchien is een gemeente in het Franse departement Côte-d'Or (regio Bourgogne-Franche-Comté) en telt 633 inwoners (1999). De plaats maakt deel uit van het arrondissement Beaune.

## Geografie
De oppervlakte van Comblanchien bedraagt 3,6 km², de bevolkingsdichtheid is 175,8 inwoners per km².
De onderstaande kaart toont de ligging van Comblanchien met de belangrijkste infrastructuur en aangrenzende gemeenten.

## Demografie
Onderstaande figuur toont het verloop van het inwonertal (bron: INSEE-tellingen).